# Eva Le Gallienne
Eva Le Gallienne (11 de enero de 1899-3 de junio de 1991) fue una actriz, productora y directora teatral británica.

## Inicios
Eva Le Gallienne nació en Londres. Su padre fue Richard Le Gallienne, poeta inglés de ascendencia francesa y su madre Julie Norregard, periodista feminista danesa. Los padres de Eva se divorciaron cuando tenía tres años, por lo que pasó su infancia a caballo entre París e Inglaterra. Debutó en el teatro a los 15 años en una producción de 1914 de Maurice Maeterlinck, Monna Vanna.

## Fama y relaciones
Al año siguiente viajó a Nueva York, y después a Arizona y California, donde trabajó en varias producciones teatrales. Tras viajar por Europa durante un tiempo, volvió a Nueva York y se convirtió en una estrella del teatro de Broadway gracias a varias obras, incluyendo Not So Long Ago (1920), de Arthur Richman, y Liliom (1921), de Ferenc Molnár.
Desilusionada por la situación del teatro comercial en los años veinte, Eva fundó el Civic Repertory Theatre en Nueva York, con apoyo financiero de una de sus amantes, Alice DeLamar, una rica heredera de minas de oro natural de Colorado, cuya ayuda fue decisiva en el éxito del movimiento teatral de repertorio en los Estados Unidos. En 1928 compuso la actuación de su vida en Hedda Gabler, obra de Henrik Ibsen, en la cual demostró poseer un gran talento. El Civic Repertory Theatre desapareció durante la Gran Depresión en 1935.
Eva nunca ocultó su homosexualidad dentro de la comunidad de actores, aunque se dijo que no se encontraba a gusto con su sexualidad, luchando en privado con ella. En la antigua Hollywood y en los círculos interpretativos, el lesbianismo era común y, aunque generalmente no se divulgaba al público, se aceptaba entre bambalinas. En 1918, encontrándose en Hollywood, inició una aventura amorosa con la gran actriz Alla Nazimova, la cual finalizó probablemente por celos de esta última. Más tarde, sobre el año 1920, se relacionó con la escritora Mercedes de Acosta. También tuvo relaciones durante un tiempo con la actriz Tallulah Bankhead. Su única relación heterosexual conocida fue con el actor Basil Rathbone.
Ella y Acosta empezaron su relación de cinco años poco después de la boda de Acosta con Abram Poole, también homosexual. Viajaron a menudo juntas, y en ocasiones visitaban el salón de la afamada escritora y personaje de la alta sociedad Natalie Barney. De Acosta escribió dos obras para Eva durante ese tiempo, Sandro Botticelli y Jehanne de Arc. Ninguna tuvo éxito, y la combinación de las pérdidas económicas y la naturaleza celosa y posesiva de Acosta acabaron por romper la relación.   A principios de 1927, Eva tuvo una aventura con la actriz Josephine Hutchinson, que estaba casada. La prensa empezó a acusar a Josephine Hutchinson de lesbianismo. Poco tiempo después, Le Gallienne actuó en la atrevida obra sobre Emily Dickinson titulada Alisons House. La obra ganó el Premio Pulitzer. 
Durante un tiempo tras el escándalo Hutchinson, Le Gallienne se dio a la bebida. Según su biógrafo Richard Schanke, la ansiedad de Le Gallienne por su lesbianismo se acrecentó. Una noche, borracha, fue a la casa de una vecina. Durante la conversación que mantuvieron, dijo a su vecina: «Si alguna vez has pensado ser lesbiana, no lo hagas. Tu vida no será otra cosa que una tragedia». 
Otra biógrafa, Helen Sheehy, ha rechazado el retrato que hace Shanke de la actriz como una lesbiana insatisfecha con su situación. Sheehy indica las palabras de aliento de Le Gallienne a su amiga May Sarton, también lesbiana: «La gente odia lo que no comprende e intenta destruirlo. Mantente firme y no permitas que una fuerza destructiva eche a perder algo que para ti es simple, natural, y hermoso». De manera similar, Le Gallienne le dijo a su amiga Eloise Armen, heterosexual, que el amor entre mujeres era «la cosa más hermosa del mundo».
Eva Le Gallienne interpretó a Peter Pan en un reestreno que se presentó el 6 de noviembre de 1928, y caracterizó al personaje pleno de ímpetu y gracia masculina. Los efectos voladores fueron diseñados de un modo soberbio, y por primera vez Peter Pan voló por encima de los espectadores. La crítica aplaudió a 'LeG', como llegó a ser conocida, y muchos la compararon favorablemente con la gran actriz Maude Adams, que había interpretado antes al personaje. El Civic Repertory Theatre presentó Peter Pan un total de 129 veces.
En 1929, tras el gran crack de la bolsa, Le Gallienne salió en la portada del TIME. Durante la Gran Depresión que siguió, el presidente Franklin Delano Roosevelt le ofreció la dirección del National Theater Division of the Works Progress Administration. Declinó el cargo, aduciendo que prefería trabajar con "talento verdadero" antes que conseguir trabajos para la supervivencia de los actores. 
En los años treinta Le Gallienne tuvo una relación sentimental con la directora teatral Margaret Webster. Ella, Webster, y la productora teatral Cheryl Crawford, posteriormente fundaron el American Repertory Theater, el cual operó desde 1946 a 1948. 
En los años siguientes vivió con su compañera Marion Evensen. En la década de 1950 consiguió un gran éxito representando a una maravillosa Isabel I de Inglaterra en María Estuardo, una producción ajena a Broadway. En 1960, la escritora Mercedes de Acosta publicó un controvertido libro, Here Lies the Heart, documentando y exponiendo al público los detalles de sus numerosas aventuras amorosas con muchas de las actrices y personalidades femeninas de Hollywood.

## Últimos años
En 1964 Le Gallienne fue galardonada con un Premio Tony especial en reconocimiento a sus cincuenta años de carrera artística y por su trabajo para el National Repertory Theatre.
Aunque conocida fundamentalmente por su trabajo para el teatro, también apareció en películas y en producciones televisivas. Obtuvo una nominación a los Oscar por su interpretación en Resurrección (1980),  convirtiéndola en la actriz de mayor edad en recibir este honor hasta el momento. Además ganó un Emmy por la versión televisiva de The Royal Family, tras haber protagonizado en un teatro de Broadway una reposición de esa obra en 1976. 
Hizo una rara aparición como estrella invitada en un episodio de la serie St. Elsewhere en 1984, apareciendo junto a Brenda Vaccaro y Blythe Danner en unas escenas de tres mujeres compartiendo la habitación de un hospital.
Eva se convirtió en ciudadana estadounidense. El National Endowment for the Arts le concedió la Medalla de las Artes-National Medal of Arts en 1986.
Falleció en su domicilio de Connecticut por causas naturales a los 92 años de edad.

## Premios y nominaciones
Premios Óscar
| Año  | Categoría               | Película     | Resultado |
| ---- | ----------------------- | ------------ | --------- |
| 1981 | Mejor actriz de reparto | Resurrection | Nominada  |